# Brier (Washington)
Brier je grad u američkoj saveznoj državi Washington. Prema popisu stanovništva iz 2010. u njemu je živjelo 6.087 stanovnika.